# Tayana Dantas
Tayana Dantas (Vila Velha, 19 de novembro de 1988) é gestora, atriz e roteirista brasileira, além de política fundadora do Movimento Vila Nova.

## Carreira
Começou sua vida profissional como atriz, roteirista e dramaturga, aos 18 anos de idade. Atuou em diversos seriados de televisão, filmes de longa-metragem e peças de teatro. Também escreveu roteiros de peças, de filmes e de propagandas que venceram editais e prêmios nacionais. Uma de suas participações mais notáveis foi a atuação na série Beijo, Me liga do canal Multishow ao interpetrar a personagem Monique; essa série serviu como base para a temporada 2011 de Malhação.
Logo após se formar, fundou uma empresa de Gestão de Marcas e conteúdos, a Vibe e se especializou em Liderança Global pela THNK School of Creative Leadership, em Lisboa e em administração pelo Insper São Paulo.
Atualmente encontra-se envolvida no meio político e está disposta a se candidatar à prefeitura de Vila Velha.

## Filmografia

### Televisão
- 2009 - Beijo, Me Liga - Monique - Seriado no Multishow[5][3]
- 2010 - A Vida Alheia - Alana - Seriado na Rede Globo
- 2011 - Bicicleta e Melancia (2ª temporada) - Samara - Seriado no Multishow

### Cinema
- 2008 - Milagre - Rita
- 2009 - Amantes Breves - Felipina
- 2010 - Incomodos - Filha
- 2011 - As Horas Vulgares - Ana
- 2011 - Atrás de Uma Bola - Julia
- 2011 - Punhal - Kalu
- 2014 - Entreturnos - Jéssica

### Teatro
- 2012 - A Bailarina, O Iluminador E A Pianista Maquiada - Teatro Gláucio Gil
- 2012 - GG Nuit - Maria - Teatro Gláucio Gil

## Prêmios
- 2009 - Revelação do Cinema - Omelete Marginal[1]